# Yanis Cimignani
Yanis Cimignani (* 22. Januar 2002 in Lyon) ist ein französisch-burkinischer Fußballspieler, der aktuell beim FC Lugano in der Super League spielt.

## Karriere

### Verein

#### Aj Ajaccio
Cimignani begann seine fußballerische Karriere 2005 bei der US Ghisonaccia auf Korsika. Im Januar 2013 wechselte er in die Jugend des SC Bastia. Im Juli 2017 verließ er den SCB und schloss sich dem AC Ajaccio an. Hier kam er im Jahr 2020 für die U19 in der Coupe Gambardella zum Einsatz. Am ersten Spieltag der Saison 2020/21 spielte er das erste Mal für das Profiteam, als er in der Ligue 2 gegen LB Châteauroux direkt in der Startelf stand. Insgesamt kam er in jener Saison jedoch nur zu sechs Einsätzen bei den Profis. Als er am zweiten Spieltag der Folgesaison gegen den SC Amiens erneut in der Startelf stand, schoss er direkt sein erstes Profitor und legte bei dem 3:1-Sieg auch noch seinen ersten Treffer auf. Er spielte sich in dieser Spielzeit 2021/22 unter Trainer Olivier Pantaloni zum Stammspieler und kam in 34 von 38 möglichen Spielen zum Einsatz, wobei er zwei Tore schoss und ihm vier Vorlagen gelangen. Mit seinem Team schaffte er es den zweiten Tabellenplatz zu belegen und somit in die Ligue 1 aufzusteigen. Hier wurde er am ersten Spieltag gegen Olympique Lyon eingewechselt und spielte somit auch das erste Mal in Frankreichs höchster Spielklasse.

#### FC Lugano
Am 14. Juni 2023 wechselte er zum FC Lugano in die Super League. Er unterschrieb dort einen Vertrag bis 2027.

### Nationalmannschaft
Cimignani kam Anfang 2022 zu sechs Einsätzen und zwei Toren für das französischen U20-Nationalteam, mit welchem er das Turnier von Toulon 2022 gewann.

## Erfolge
AC Ajaccio
- Zweiter der Ligue 2 und Aufstieg in die Ligue 1: 2022

Frankreich U20
- Turnier von Toulon: 2022